# Незнакомец у озера
«Незнако́мец у о́зера» (фр. L'Inconnu du lac) — фильм режиссёра Алена Гироди, премьера которого состоялась 17 мая 2013 года на Каннском кинофестивале в рамках программы «Особый взгляд»: Гироди получил приз за лучшую режиссуру, а картина была удостоена награды Queer Palm.

## Сюжет
Франк, молодой гей, проводит отпуск на берегу озера на юге Франции. Практически каждый день мужчина приходит на местный нудистский пляж с целью круизинга. Он завязывает знакомство с неким Анри, доброжелательным, но молчаливым немолодым мужчиной, который всё время сидит в стороне ото всех. Здесь Франк также участвует в сексуальных отношениях со случайными партнёрами. Однажды он встречает Мишеля, соблазнительного и таинственного незнакомца, в которого безумно влюбляется. Мишель также неразборчив в связях, но при этом жесток. Однажды он убивает своего сексуального партнера. Свидетелем этого события становится Франк. Он не желает сообщать в полицию об увиденном, но его отношение к Мишелю меняется. 
В один из дней Анри подходит к Мишелю и говорит, что знает, кто совершил убийство. После этого преступник убивает Анри, а затем и полицейского, который всё это время пристально наблюдал за ними и расспрашивал о происшествии. Обнаружив, что Франк стал свидетелем убийств, преступник гонится за ним.

## В ролях
| Актёр              | Роль                       |
| ------------------ | -------------------------- |
| Пьер Деладоншам    | Франк                      |
| Кристоф Пау        | Мишель                     |
| Патрик д’Асумсан   | Анри                       |
| Жером Шаппатт      | инспектор Дамродер         |
| Матьё Вервиш       | Эрик                       |
| Жильбер Траина     | мужчина во вторник вечером |
| Эмманюэль Дома     | Филипп                     |
| Себастьян Бадашауи | муж Эрика                  |

## Отзывы
Авторитетным французским киножурналом Cahiers du Cinéma «Незнакомец у озера» признан лучшим фильмом 2013 года.